# 東京HOLD ME TIGHT
『東京HOLD ME TIGHT』は、1991年1月11日に発売された桂銀淑の8枚目のシングルである。発売元は東芝EMI。

## 解説
- ブルース調のメジャー・バラードの楽曲である。
- デビュー曲「大阪暮色」より8作連続で浜圭介作品を発売してきたが、浜作品はこのシングルで一旦途切れ、2年後の1993年発売の「アモーレ 〜はげしく愛して〜」で再び浜作品を歌うことになる。
- カップリングの「OSAKA物語」は、ハウス食品のCMソングに起用された。
- カバーした歌手　錦織一清 - 2023年4月26日発売のアルバム『歌謡 Style Collection』に収録。

## 収録曲
1. 東京HOLD ME TIGHT
  - 作詞: 大津あきら、作曲: 浜圭介、編曲: 若草恵
2. OSAKA物語
  - 作詞: 大津あきら、作曲: 浜圭介、編曲: 若草恵